# Nocturna (Talia Wagner)
Nocturna (Talia Josephine «T. J.» Wagner ) es una personaje ficticia que aparece en los cómics estadounidenses publicados por Marvel Comics. El personaje es representado como un miembro de los Exiles, que saltan entre realidades, y anteriormente estuvo asociada con New Excalibur.

## Biografía ficticia

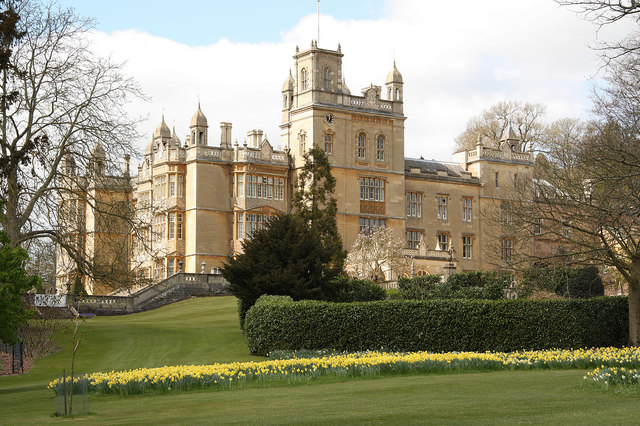
Imagen de castillo

Nocturna proviene de una realidad alternativa fuera del Universo Marvel principal (Tierra-616). Es la hija de Nightcrawler y la Bruja Escarlatade esa realidad. Está basada en la entrada «Professor W's X-Men» de Jim Calafiore del one-shot X-Men Millennial Visions 2000.

### Vida en los X-Men
T. J. creció alrededor de los X-Men y bajo el cuidado de su padre, mientras que su madre sigue siendo miembro de Los Vengadores. Wolverine ataca a Charles Xavier mientras está bajo el control del Rey Sombra. El Rey Sombra es expulsado de la mente de Wolverine, pero Xavier resulta fatalmente herido en el ataque y Logan queda lisiado. Jean Grey muere poco después del ataque y Cíclope culpa a Wolverine por ambas muertes y abandona el equipo. Como resultado, Wolverine y Nightcrawler asumen el cargo de líderes de los X-Men y del Instituto Xavier. Nocturna se convierte en miembro activo de los X-Men cuando tiene diecisiete años y se ha enfrentado a varios de los enemigos más peligrosos del equipo, incluidos Apocalipsis y un Cíclope que busca venganza. Nocturna salva la vida de Wolverine durante el ataque de Cíclope al poseer a su compañero de equipo inconsciente Armageddon y usar sus poderes telequinéticos para mover los brazos paralizados de Wolverine para empalar a Cíclope.

### Exiles
A los veinte años, Nocturna es secuestrada por el Timebroker y le dice que ella se ha vuelto "desquiciada por el tiempo". Timebroker le dice a Nocturna que si no trabaja para corregir los errores que han ocurrido en una multitud de universos alternativos, su propia línea de tiempo permanecería alterada y sería devuelta a un universo en el que Nightcrawler fue asesinado hace algún tiempo por su madre, Mystique. Entonces Nocturne se convierte en miembro de los Exiliados que saltan la realidad.
En el transcurso de las primeras aventuras de los Exiliados, Nocturna desarrolla una relación romántica con su compañero de equipo John Proudstar/Thunderbird, quien es el ex jinete, Guerra, de Apocalipsis de su realidad. Cuando el equipo queda atrapado durante un mes en una Tierra alternativa dominada por Skrulls, Nocturna está embarazada del hijo de Thunderbird. Sin embargo, John resulta horriblemente herido durante sus esfuerzos por repeler a Galactus durante esa misión, y se queda atrás cuando el equipo pasa a la siguiente realidad. Más tarde, Nocturna aborta al bebé; No está claro si el aborto espontáneo es natural o si ella misma interrumpió el embarazo. Aunque devastada por la pérdida de Thunderbird, Nocturna sigue siendo un miembro competente de los Exiliados y finalmente recupera gran parte de su comportamiento alegre.
Nocturne y los Exiliados van al Universo Marvel principal donde se encuentran con los X-Men después de la boda cancelada de Havok. Los Exiliados se unen a los X-Men contra un malvado Havok del universo Mutante X, que comparte un cuerpo con el Havok bueno. Después de que Havok es sometido, Timebroker llega para eliminar personalmente la conciencia del Mutante X Havok. Durante esta misión, Nocturna conoce esta versión de Nightcrawler, a quien accidentalmente llama "Papá" al principio. El comportamiento del Nightcrawler principal del Universo Marvel es muy similar al del Nightcrawler de la realidad de Nocturna, por lo que los dos desarrollan un vínculo estrecho que se asemeja a una relación padre-hija.
Después de algunas misiones más, los Exiliados regresan al Universo Marvel y reciben una nueva compañera de equipo, Namora y una nueva misión del Tallus: "Deja tus posesiones y gana tus alas". El Sr. Fantástico de Los 4 Fantásticos finalmente descifró el significado de la misión: Beak de los X-Men tiene que ir con los Exiliados y Nocturna tiene que quedarse en el Universo Marvel principal.

### Hermandad/Regreso de Mundo Mojo
Luego, Nocturna se infiltra en la nueva Hermandad de Exodus, pero es absorbida por la cabeza de Xorn, junto con varios otros miembros de la Hermandad, mientras posee a Black Tom Cassidy. Ella termina en Mundo Mojo con Juggernaut (otro topo de la Hermandad) y es esclavizada por Mojo. Para escapar, Nocturna toma el control de la secuaz de Mojo, Espiral, y abre un portal a la Sala de Peligro de los X-Men, donde se reunieron con los X-Men. Sin embargo, esta es una trampa tendida por Espiral, quien tenía más control de su cuerpo de lo que se pensaba, dejando un portal abierto para permitir que Mojo cruzara también. Mojo convierte a los X-Men en X-Babies y envía a sus "Exile Legal Eagles" tras ellos, pero logran dominar sus fuerzas de todos modos. El grupo vuelve a envejecer y Nocturna permanece con los X-Men por el momento.

### House of M
Durante la realidad de House of M, Nocturna es buscada por los Merodeadores de Callisto por tener sangre real de Magnus (porque es una realidad alternativa hija de Bruja Escarlata, un hecho que no recuerda debido a su origen extradimensional que la dejó amnésica) pero está protegido por Psylocke y Marvel Girl. Marvel Girl permite que Nocturna la posea para mantenerla fuera del alcance de los Merodeadores, pero Nocturne termina tomando el control y, aturdido y confuso, se va volando. Psylocke lo persigue, y finalmente culmina en una batalla con espadas telequinéticas, que Psylocke gana. Esto permite que la propia conciencia de Marvel Girl resurja. Los tres luchan juntos contra los Merodeadores y luego ayudan al Capitán Britania y Meggan evitando que la realidad sea destruida.

### Nueva Excalibur
Nocturna aparece a continuación en Nueva Excalibur, junto a Juggernaut, Sage, Dazzler, Capitán Britania y Pete Wisdom. Durante su tiempo con Nueva Excalibur, Nocturna desarrolló la capacidad de poseer personas sin dejarlas inconscientes.
Ella también sufrió un derrame cerebral mientras estaba en el equipo. Ella sufrió efectos secundarios, como hemiparesia, parcial pérdida de memoria y afasia, pero estaba dando grandes pasos hacia su recuperación. A pesar de esto, aunque solo se recuperó parcialmente, pudo salvar a numerosos civiles en la batalla contra Albion al poseer a uno de los malvados Capitán Britains de Albion. Recientemente se reunió con los Exiliados, incluido su amante Thunderbird, que ya no está en coma. Sin embargo, su regreso a los Exiliados es breve, porque después de derrotar a Mad Jim Jaspers, Nocturna y Thunderbird se van para ayudar a que su relación crezca y para ayudar a Nocturna a recuperarse más completamente de su derrame cerebral. Junto con Blink, van a la realidad de Heather para que Heather pueda realizar un seguimiento de la salud de Nocturna mientras continúa recuperándose de su derrame cerebral.

### Regreso a los Exiliados
Nocturna hizo una breve aparición en el número final de Exiles vol. 2 aparentemente habiéndose recuperado completamente de su derrame cerebral. Ella, junto con el equipo actual de Exiliados, Morph y Heather se fusiona brevemente con Crystal Palace mientras una versión femenina de Kang explica la naturaleza del universo. También se hace cargo del equipo actual de Exiliados mientras Blink se dispone a reclutar otro grupo de superhéroes.

## Poderes y habilidades
Al igual que su padre, T.J. tiene una fisiología radicalmente única. Tiene pelaje azul que cubre su cuerpo, tres dedos por mano, dos dedos por pie y una retráctil cola prensil.
Su agilidad, equilibrio, coordinación corporal y flexibilidad están a niveles sobrehumanos. Puede moverse de maneras que superan las de una gimnasta de nivel olímpico y tiene una estructura ósea que le permite una gran flexibilidad. Puede permanecer en cuclillas durante mucho tiempo y realizar hazañas de tipo contorsionista sin causar ningún daño a su columna. Tiene la capacidad de aferrarse a superficies con las manos y los pies de manera similar a Nightcrawler. Su pelaje proporciona casi invisibilidad en las sombras y tiene una excelente visión en condiciones de oscuridad.
Los poderes de Nocturna incluyen la capacidad de entrar y poseer el cuerpo de otra persona por hasta 12 horas; la experiencia suele dejar a la otra persona en coma durante hasta 24 horas. Nocturna también puede disparar "pernos hexagonales", proyectiles destructivos compuestos de energía extradimensional de la dimensión a través de la cual Nightcrawler se teletransporta.
Nocturna también tiene un grado de telepatía latente, pero solo era utilizable en algún grado cuando era mejorado por una máquina Cerebro. Ella no parece poseer ninguna habilidad relacionada con las 
habilidades de alteración de la realidad de su madre, pero los "pernos hexagonales" que deriva de su padre llevan el nombre de los poderes de su madre en homenaje.

## Recepción
- En 2014, Entertainment Weekly clasificó a Nocturna en el puesto 46 en su lista "Clasifiquemos a todos los X-Man".[21]
- En 2018, CBR.com clasificó a Nocturne en el noveno lugar en su lista de "8 niños de X-Men más geniales que sus padres (y 7 que son mucho peores)".[22]

## Otras versiones
- Antes del comienzo de la trilogía de miniseries X-Men: El Fin, Nocturna es capturado por Tullamore Voge y convertida en uno de sus esclavistas. Durante X-Men: El Fin, Aliyah Bishop la salva de Voge,,[23] y Nocturna ayuda a los X-Men en la batalla final con Cassandra Nova. Ella es una de las afortunadas que sobrevivió a la batalla final y vive con Nightcrawler y su familia. Se la ve entre los supervivientes veinte años después en el discurso de la presidenta Kitty Pryde a los mutantes.
- En la historia cruzada de 1990 Días del Futuro Presente, una versión futura de Franklin Richards revela los Nuevos Mutantes del futuro, incluida una hija de Nightcrawler con apariencia similar llamada Blue.[24] Este personaje, sin embargo, posee las habilidades de teletransportación de su padre, aunque en una escala muy mejorada.

## Relaciones
Nocturna tiene relaciones sólidas con muchos de sus compañeros de X-Men, incluida su "tía" Kitty Pryde y su novio James Proudstar, el Thunderbird de su realidad. También es muy cercana a su padre, Nightcrawler. Por ser hija de Nightcrawler y la Bruja Escarlata, forma parte de una familia muy grande y compleja. A continuación se muestra una lista de sus parientes conocidos:
- Nightcrawler (padre)
- Bruja Escarlata (madre)
- Azazel (abuelo paterno)
- Mystique (abuela paterna)
- Jakob Eisenhardt (bisabuelo materno, fallecido)
- Edie Eisenhardt (bisabuela materna, fallecida)
- Erich Eisenhardt (tío tatarabuelo materno, fallecido)
- Magneto (abuelo materno)
- Joseph (tío abuelo materno, clon Magneto, fallecido)
- Ruth Eisenhardt (tía abuela materna, fallecida)
- Magda Lehnsherr Eisenhardt (abuela materna, fallecida)
- Anya Lensherr Eisenhardt (tía materna, fallecida)
- Abyss (medio tío paterno)
- Kiwi Black (medio tío paterno)
- Graydon Creed (medio tío paterno, fallecido)
- Zaladane (media tía materna, fallecida en la Tierra-616)
- Polaris (media tía materna)
- Quicksilver (tío materno)
- Crystal (tía materna)
- Luna Maximoff (prima materna)
- Wiccan (medio hermano materno)
- Veloz (medio hermano materno)
- Rogue (tía paterna adoptiva)
- Margali Szardos (abuela paterna adoptiva)
- Amanda Sefton (tía paterna adoptiva)
- Stefan Szardos (tío paterno adoptivo, fallecido)
- Django Maximoff (abuelo materno adoptivo, fallecido)
- Marya Maximoff (abuela materna adoptiva, fallecida)
- Visión (padrastro)

## Ediciones recopiladas
- Exiles
  - Exiles Volume 1: Down the Rabbit Hole (TPB, Mayo 2002, ISBN 0-7851-0833-5)
  - Exiles Volume 2: A World Apart (TPB, Octubre 2002, ISBN 0-7851-1021-6)
  - Exiles Volume 3: Out of Time (TPB, Febrero 2003, ISBN 0-7851-1085-2)
  - Exiles Volume 4: Legacy (TPB, Agosto 2003, ISBN 0-7851-1109-3)
  - Exiles Volume 5: Unnatural Instinct (TPB, Noviembre 2003, ISBN 0-7851-1110-7)
  - Exiles Volume 6: Fantastic Voyage (TPB, Marzo 2004, ISBN 0-7851-1197-2)
  - Exiles Volume 7: A Blink in Time (TPB, Junio 2004, ISBN 0-7851-1235-9)
  - Exiles Volume 8: Earn Your Wings (TPB, Noviembre 2004, ISBN 0-7851-1459-9)
- X-Men
  - House of M: Uncanny X-Men (TPB, collects Uncanny X-Men #462–465, Febrero 2006, ISBN 0-7851-1663-X)
  - X-Men: The End Book One: Dreamers and Demons (TPB, Marzo 2005, ISBN 0-7851-1690-7)
  - X-Men: The End Book Two: Heroes and Martyrs (TPB, Noviembre 2005, ISBN 0-7851-1691-5)
  - X-Men: The End Book Three: Men and X-Men (TPB, Septiembre 2006, ISBN 0-7851-1692-3)
- New Excalibur #1–24 (Noviembre 2005 – 2007):
  - New Excalibur Volume 1: Defenders of the Realm (TPB, collects #1–7, Agosto 2006, ISBN 0-7851-1835-7)
  - New Excalibur Volume 2: Last Day of Camelot (TPB, collects #8–15, Marzo 2007, ISBN 0-7851-2221-4)
  - New Excalibur Volume 3: Battle of the Britains (TPB, collects #16–24, Diciembre 2007, ISBN 0-7851-2455-1)